# Списак музеја египатских антиквитета
Следи листа музеја са главним збиркама египатских антиквитета:

## Музејске збирке са наведеним бројем

### 5.000+
1. Велики египатски музеј, Гиза, Египат: преко 100.000 артефаката[1] (због делимичног отварања 2018, тренутно се налази у Египатском музеју у Каиру)
2. Британски музеј, Лондон, Енглеска, Велика Британија: Преко 100.000 артефаката[2] (не укључујући донацију од шест милиона артефаката Вендорф колекције египатске и суданске праисторије из 2001.)[3][4]
3. Египатски музеј, Нови музеј, Берлин, Немачка: Око 80.000 артефаката[5]
4. Петријев музеј египатске археологије, Лондон, Енглеска, Велика Британија: Око 80.000 артефаката[6]
5. Лувр, Париз, Француска: 77.404 артефаката[7][8]
6. Национални музеј египатске цивилизације, Каиро, Египат: 50.000 артефаката
7. Музеј лепих уметности, Бостон, Масачусетс, САД: Око 45.000 артефаката[9]
8. Келсијев музеј археологије, Ен Арбор, Мичиген, САД: Преко 45.000 артефаката[10]
9. Музеј археологије и антропологије Универзитета Пенсилваније, Филаделфија, Пенсилванија, САД: Преко 42.000 артефаката[11]
10. Ешмолијен музеј, Оксфорд, Енглеска, Велика Британија: Око 40.000 артефаката[12]
11. Египатски музеј у Торину, Торино, Италија: 32.500 артефаката[13]
12. Оријентални институт, Чикаго, Илиноис, САД: Око 30.000 артефаката[14]
13. Музеј уметности Метрополитен, Њујорк, САД: Око 26.000 артефаката[15]
14. Краљевски музеј Онтарија, Торонто, Онтарио, Канада: 25.000 артефаката[16]
15. Музеј антропологије Фиби А. Херст, Беркли, Калифорнија, САД: Преко 17.000 артефаката[17]
16. Фицвилијамов музеј, Кембриџ, Енглеска, Велика Британија: Преко 16.000 артефаката[18]
17. Светски музеј, Ливерпул, Енглеска, Велика Британија: Преко 16.000 артефаката[19]
18. Манчестерски музеј, Манчестер, Енглеска, Велика Британија: Око 16.000 артефаката[20]
19. Египатски музеј, Фиренца, Италија: Преко 14.000 артефаката[21][22]
20. Музеј историје уметности у Бечу, Беч, Аустрија: Преко 17.000 артефаката[23]
21. Музеј уметности и историје, Брисел, Белгија: Преко 11.000 артефаката[24]
22. Краљевски музеј антиквитета, Лајден, Холандија: Преко 9.000 артефаката[25]
23. Пушкинов музеј, Москва, Русија: Више од 8.000 артефаката[26]
24. Државна збирка египатске уметности, Минхен, Немачка: око 8.000 артефаката
25. Музеј Ремера и Пелизеја у Хилдесхајму, Хилдесхајм, Немачка: 8.000 артефаката[27]
26. Египатски музеј Универзитета у Лајпцигу, Лајпциг, Саксонија, Немачка: око 8.000 артефаката[28]
27. Музеј Мајкла К. Карлоса, Атланта, Џорџија, САД: 7.500 предмета[29]
28. Оријентални музеј Универзитета Дурхам, Дурхам, Енглеска, УК: Преко 6.700 артефаката
29. Национални археолошки музеј Атине, Атина, Грчка: Преко 6.000 артефаката[30]
30. Национални музеј Варшаве, Варшава, Пољска: 6.000 артефаката[31]
31. Национални музеј Шкотске, Единбург, Шкотска, Велика Британија: 6.000 артефаката[32]
32. Ермитаж, Санкт Петербург, Русија: Преко 5.500 артефаката[33]
33. Бирмингемски музеј и уметничка галерија, Бирмингем, Енглеска, Велика Британија: Око 8.000 артефаката[34]

### Преко 1.000
1. Природњачки музеј Пибади, Њу Хејвен, Конектикат, САД: Преко 5.000 артефаката[35]
2. Талиесинов центар уметности, Универзитет Свонси, Свонси, Велс, Велика Британија: Преко 5.000 артефаката[36]
3. Уметничка галерија и музеј Келвингроув, Глазгов, Шкотска, Велика Британија: 5.000 артефаката[37]
4. Музе де Конфлуансе, Лион, Француска: Преко 4.900 артефаката[38]
5. Музеј лепих уметности, Будимпешта, Мађарска: Преко 4.000 артефаката[39]
6. Египатски музеј розенкројцера, Сан Хозе, Калифорнија, САД: Преко 4.000 артефаката[40]
7. Природњачки музеј Филд, Чикаго, Илиноис, САД: Преко 3.500 артефаката[41]
8. Археолошки грађански музеј у Болоњи, Болоња, Италија: око 3.500 артефаката[42]
9. Бруклински музеј, Бруклин, Њујорк, САД: Више од 3.000 артефаката[43]
10. Национални музеј Ирске, Даблин, Ирска: око 3.000 артефаката[44]
11. Карнегијев природњачки музеј, Питсбург, Пенсилванија, САД: Више од 2.500 артефаката[45]
12. Национални археолошки музеј у Напуљу, Напуљ, Италија: 2.500 артефаката[46]
13. Хантеров музеј и уметничка галерија, Глазгов, Шкотска, Велика Британија: 2.300 артефаката[47]
14. Нова Карлсберг глиптотека, Копенхаген, Данска: Више од 1.900 артефаката[48]
15. Национални природњачки музеј, Вашингтон, округ Колумбија, САД: Више од 1.900 артефаката[49]
16. Музеј уметности округа Лос Анђелес, Лос Анђелес, Калифорнија, САД: Више од 1.600 артефаката[50]
17. Музеј лепих уметности у Лиону, Лион, Француска: 1.500 артефаката[51]
18. Музеј уметности Универзитета у Мемфису, Мемфис, Тенеси, САД: Више од 1.400 артефаката[52]
19. Египатски музеј Барселоне, Барселона, Шпанија: 1.100 артефаката
20. Музеј уметности Кливленда, Кливленд, Охајо, САД: Више од 1.000 артефаката [53]
21. Фрирова галерија уметности, Вашингтон, округ Колумбија, САД: Више од 1.000 артефаката[54]
22. Аустралијски музеј, Сиднеј, Нови Јужни Велс, Аустралија: Преко 1.000 артефаката[55]
23. Археолошки музеј Прјуит-Ален, Сејлем, Орегон, САД; преко 900 артефаката

### Преко 100
1. Музеј Мејдстона, Кент, Енглеска: преко 600 артефаката[56]
2. Лестер музеј и уметничка галерија, Лестер, Енглеска, Велика Британија: Преко 400 артефаката
3. Археолошки музеј Одесе, Одеса, Украјина: Преко 400 артефаката[57]
4. Музеј Вестон Парк, Шефилд, Енглеска: преко 300 артефаката[58]
5. Музеј уметности Северне Каролине, Рали, Северна Каролина; 38 артефаката

## Друге значајне збирке са неутврђеним бројем артефаката
- Национални музеј Судана, Картум, Судан: (3 премештена храма због поплаве језера Насер [59] + остали артефакти из области треће катаракте)
- Опатијски музеј уметности и археологије, Кабултур, Квинсленд, Аустралија [60]
- Александријски национални музеј, Александрија, Египат
- Музеј Алард Пирсон, Амстердам, Холандија[61]
- Амерички музеј природне историје, Њујорк, САД
- Ансистонски природњачки музеј, Анистон, Алабама, САД[62]
- Базелски музеј антиквитета и збирка Лудвига, Базел, Швајцарска
- Класични музеј Аустралијског националног универзитета, Канбера, Територија главног града Аустралије, Аустралија[63]
- Музеј уметности Бас, Мајами Бич, Флорида, САД[64]
- Музеј библијских земаља, Јерусалим
- Музеј града Плимута, Девон, England
- Музеј и уметничка галерија Брајтона, Брајтон, Енглеска, Уједињено Краљевство[65]
- Музеј Кентербери, Крајстчерч, Нови Зеланд[66]
- Музеј Чау Чака Винга, Универзитет у Сиднеју, Нови Јужни Велс, Аустралија[67]
- Дечји музеј Индијанаполиса, Индијанаполис, Индијана, САД[68]
- Музеј уметности Крајслер, Норфолк, Вирџинија, САД[69]
- Денверски музеј природе и науке, Денвер, Колорадо, САД
- Египатски музеј, Милано, Италија
- Египатски музеј Мисисоге, Мисисога, Онтарио, Канада[70]
- Флемингов музеј уметности, Бурлингтон, Вермонт, САД[71]
- Музеј археологије Гарстанг, Универзитет у Ливерпулу, Енглеска[72]
- Гулбенкјанов музеј, Лисабон, Португал
- Музеј природних наука у Хјустону, Хјустон, Тексас, САД[73]
- Музеј Индије, Колката, Колката, Индија
- Музеј Израела, Јерусалим
- Музеј Имхотепа, Сакара, Египат
- Јужноафрички музеј Изико, Кејптаун, Јужна Африка[74]
- Кампус Хомвуд Универзитета Џонс Хопкинс, Балтимор, Мериленд
- Музеј Аугуст Кестнер, Хановер, Немачка
- Музеј уметности Кимбел, Форт Ворт, Тексас, САД
- Музеј уметности Кранерт, Шампејн, Илиноис, САД
- Музеј града Лидса, Лидс, Енглеска
- Музеј Луксора, Луксора, Египат
- МакКланг музеј природне историје и културе, Универзитет Тенеси, Ноксвил, Тенеси, САД[75]
- Древна уметност Медузе, Монтреал, Квебек, Канада[76]
- Јавни музеј Милвокија, Милвоки, Висконсин, САД[77]
- Музеј уметности и историје, Женева, Швајцарска
- Краљевски музеј Маримонт, Морланвелз, Белгија
- Музеј уметности и заната Хамбург, Хамбург, Немачка
- Национални археолошки музеј, Лисабон, Португал
- Грегоријански египатски музеј, Ватикан
- Музеј античког оријента, Истанбул, Турска
- Музеј Новог Зеланда Те Папа Тонгарева, Велингтон, Нови Зеланд
- Национална галерија Викторије, Мелбурн, Викторија, Аустралија[78]
- Музеј уметности Нелсон-Аткинс, Канзас Сити, Мисури, САД[79]
- Музеј уметности Њуарк, Њуарк, Њу Џерси, САД[80]
- Оријентални институт, Универзитет у Чикагу, Илиноис, САД
- Музеј Редпад, Универзитет Макгил, Монтреал, Квебек, Канада[81]
- Музеј школе дизајна Роуд Ајланда, Провиденс. Роуд Ајланд, САД
- Музеј уметности Роберта и Френсис Фулертон, Државни универзитет Калифорније, Сан Бернардино, Калифорнија, САД
- Музеј уметности Сан Антонија, Сан Антонио, Тексас, САД[82]
- Антрополошки музеј у Сан Дијегу, Сан Дијего, Калифорнија, САД[83]
- Харвардски музеј старог Блиског истока, Кембриџ, Масачусетс, САД[84]
- Музеј сер Џона Соуна, Лондон, Енглеска, Велика Британија
- Музеј Јужне Аустралије, Аделејд, Јужна Аустралија, Аустралија [85]
- Музеј лепих уметности Вирџиније, Ричмонд, Вирџинија, САД[86]
- Вадсвордов Атенеум, Хартфорд, Конектикат, САД
- Музеј Западне Аустралије, Перт, Западна Аустралија, Аустралија[87]

## Друге или мање колекције
- Институт за историју и уметност у Олбанију, Олбани, Њујорк, САД[88]
- Јавни музеј у Гранд Рапидсу, Гранд Рапидс, Мичиген, USA[89]
- Музеј долине у Каламазу, Каламазу, Мичиген[90][91]
- Музеј уметности и науке Луизијане, Батон Руж, Луизијана[92]
- Музеј антиквитета (Универзитет у Саскачевана), Саскатун, Саскачеван, Канада[93]
- Музеј старе и нове уметности, Хобарт, Тасманија, Аустралија
- Музеј Отаго, Данидин, Нови Зеланд[94]
- Јавни музеј Рединга, Вест Рединг, Пенсилванија, САД[95]
- Историјски музеј округа Вејн, Ричмонд, Индијана, САД[96]